# BSA A7

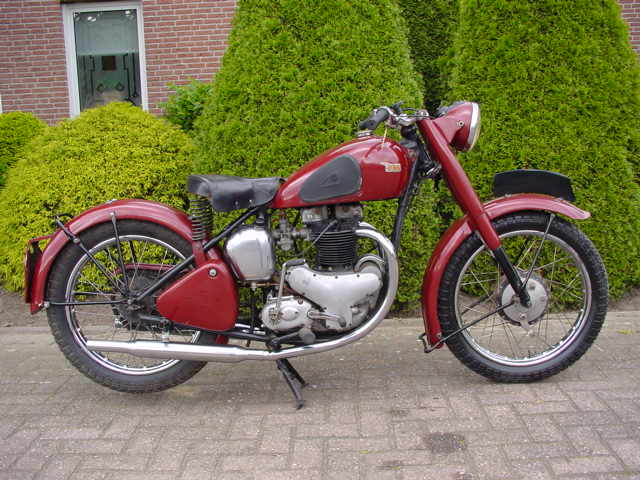
BSA A7

Die BSA A7 ist ein Motorrad des britischen Herstellers Birmingham Small Arms Company.
Sie wurde von 1946 bis 1962 in mehreren Varianten verkauft und war das erste Motorradmodell von BSA mit Parallel-Twin. Sie gehörte zu den „Pre-Unit-Modellen“, d. h. Motor und Getriebe waren in getrennten Gehäusen untergebracht.
Der japanische Hersteller Meguro, aus dem später die Motorrad-Sparte von Kawasaki hervorging, brachte 1959 mit dem Modell K1 einen Nachbau der BSA A7 auf den Markt. Das Design der 1999 erschienenen Kawasaki W 650 und deren Nachfolger Kawasaki W 800 (2011) lehnen sich an die BSA A7 an.